# Льюис, Перси Уиндем
Перси Уиндем Льюис (англ. Percy Wyndham Lewis; 18 ноября 1882, Амхерст, Новая Шотландия, Канада — 7 марта 1957, Лондон) — английский художник, писатель
 и теоретик искусства.

## Жизнь и творчество

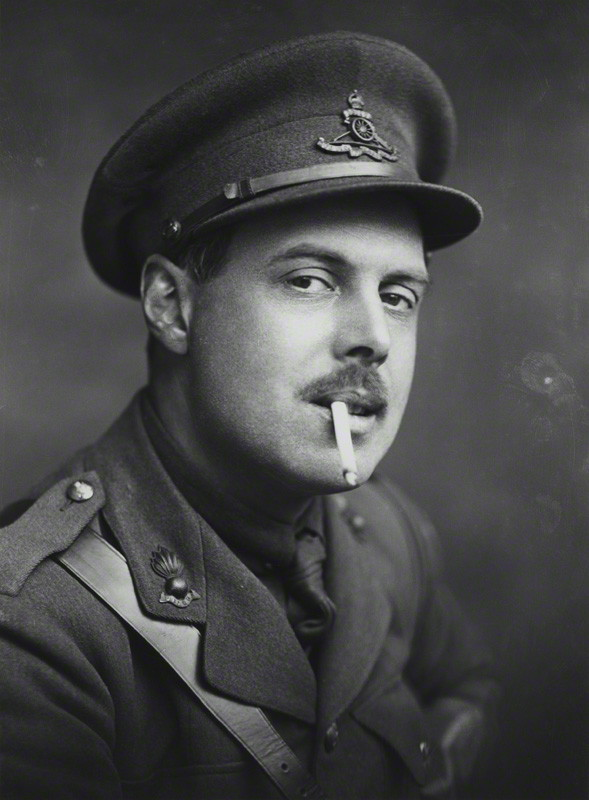
В 1917 году

Родился в океане, на борту яхты отца, у берегов Новой Шотландии. В 1899—1901 годах изучал живопись в Лондоне. В 1902—1909 годах совершает большое путешествие по Европе с длительным пребыванием в Париже. В 1911 году принимает участие в лондонской выставке художественной группы «Кэмден Таун», одним из основателей которой и являлся. В 1913 году вступает в группу «Лондон».
Вскоре после этого П. У. Льюис разрабатывает собственную художественную теорию, «вортицизм», близкую по духу итальянскому футуризму и французскому кубизму и пропагандирует её на страницах издаваемого им журнала «Blast» (Мировой пожар). Вышедший из-под пера П. У. Льюиса в 1914 году «вортицистский манифест» был как бы ответом на «Футуристический манифест» итальянцев. В нём говорилось, что только сильнейшие взрывы чувств могут быть источником художественного творчества. Свой духовный образец вортицисты нашли в американском поэте Эзре Паунде.
Кроме вортицистских работ П. У. Льюис писал также натуралистские и сюрреалистические полотна и работал иллюстратором для журнала «The Enemy» (Враг).
В своём романе «Праздник, который всегда с тобой» в главе «Эзра Паунд и его „Бель эспри“» Хемингуэй отзывается о П. У. Льюисе весьма резко и нелицеприятно, называя его «человеком, гнуснее которого никогда ещё не видел».

## Примечания

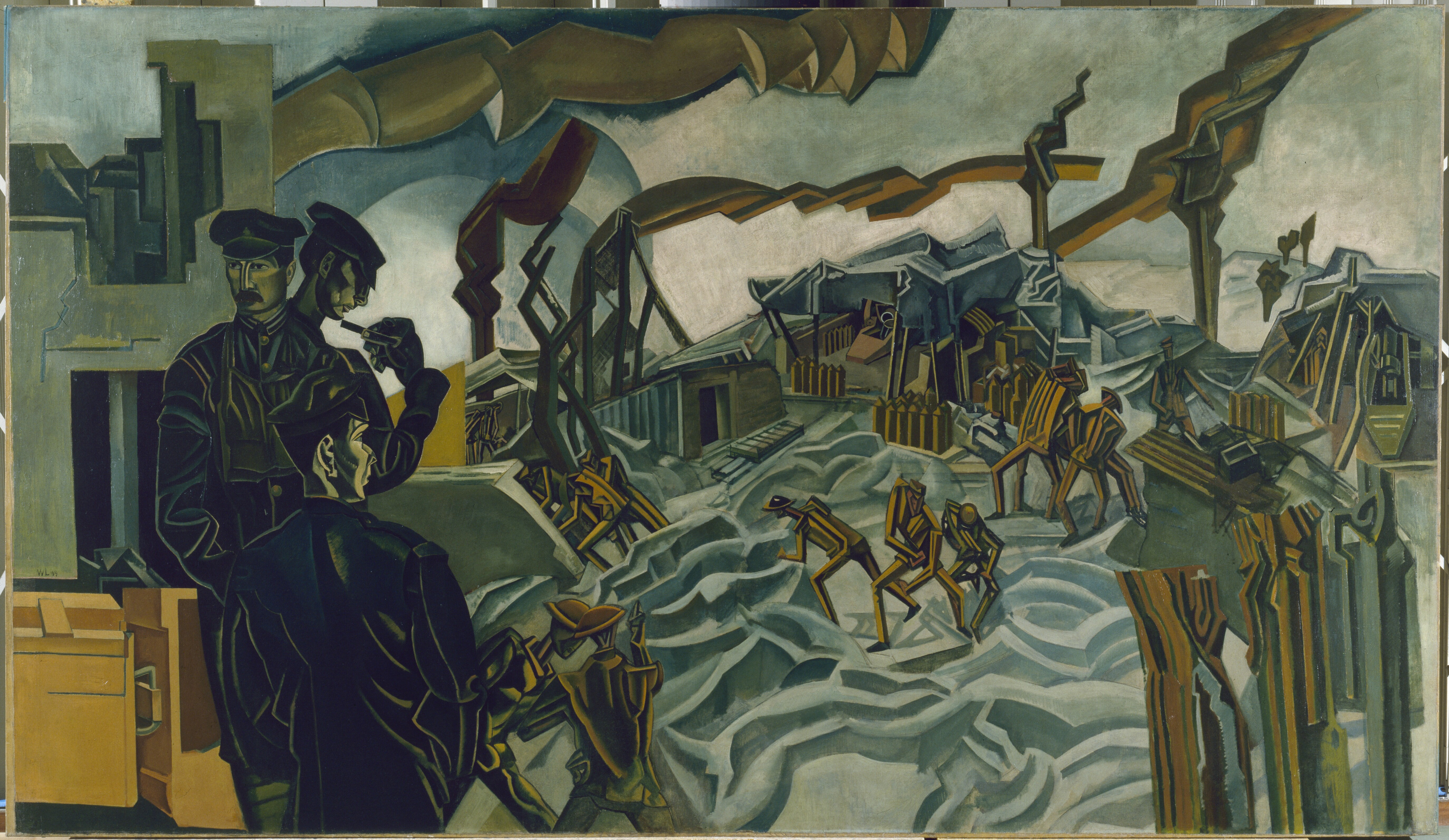
A Battery Shelled (картина 1919 года)